# 屈瑕
屈 瑕（くつ か、? - 紀元前699年）は、中国春秋時代の軍人・政治家。楚の武王の公子で莫敖の官に就いていた。姓は羋、氏は屈、名は瑕。蒲騒の戦いから3度に渡り楚の元帥を務めた。屈氏の祖で、屈原の先祖である。

## 生涯

### 蒲騒の戦い
武王40年（紀元前701年）春、屈瑕は貳・軫の二国と盟を結ばんとした。鄖が軍を蒲騒に発し、随・絞・州・蓼と組んで楚を伐とうとしたため屈瑕はこれを憂いた。鬬廉（若敖の子で、鬬伯比の弟）が屈瑕に「鄖は自国の郊外に軍を出しているため、警戒していないだろう。貴方が四国を防げば私が鄖を急襲しましょう。鄖が蒲騒城に恃めば闘志満ちみちて良くありません。鄖の軍を破れば四国は必ず離れるでしょう」こう進言したが、屈瑕はこれを否定し蒲騒で鄖を破り、貳・軫と盟を結んで帰還した。

### 絞に勝利し城下の盟を結ぶ
武王41年（紀元前700年）夏、楚は絞を伐つためその南門に軍を布陣した。屈瑕は「絞は小国にして人心も軽くそれゆえ謀も少ない。薪を取る者を護衛なく出して誘き出しましょう」と進言し、楚軍がその通りにしたところ絞は薪を取る者を30人ばかり捕らえた。これに味をしめた絞人は翌日、我先にと争い山に入って薪を取る楚の者を捕えようとした。楚は兵を密かに隠してこれを不意打ちして大いに破り城下の盟を結び帰還した。

### 慢心し敗れる
武王42年（紀元前699年）春、屈瑕が羅を攻撃すべく軍を出立させた。鬬伯比（若敖の子で、鬬㝅於菟の父）が屈瑕を見送ると、「莫敖は必ず敗れる。その爪先が高くそりあがり、心は慎重さに欠いている」と御者に語った。鬬伯比は武王に謁見して、援軍を派遣するよう願い出た。武王はこれをしりぞけたが、このことを夫人の鄧曼に告げた。鄧曼は「大夫は兵が多くないとおっしゃっているのではありません。君主たる者は信をもって小民たちを安撫し、徳をもって官吏たちを教え、刑をもって莫敖を脅すようおっしゃっているのです。莫敖は蒲騒の役で調子づいてからというもの、自らを恃むようになっています。羅を小国とあなどっていますから、あなたが引き締めなければ、きっと備えを設けていないでしょう」と言った。そこで武王は頼の人を派遣して屈瑕を追わせたが、追いつけなかった。屈瑕は軍中に「諫める者は刑に処す」と布告した。屈瑕の軍が羅に到着すると、羅と盧戎が楚軍を攻撃し、楚軍は大敗した。屈瑕は荒谷で首をくくって自殺し、部将たちは冶父で謹慎して処罰を待ったが、武王は「わたしの罪である」といって、全員を赦免した。武王は屈瑕の子の屈重を後任の莫敖に任じた。